# Nishikawa Yudai
Yudai Nishikawa (sinh ngày 19 tháng 4 năm 1986) là một cầu thủ bóng đá người Nhật Bản.

## Sự nghiệp câu lạc bộ
Yudai Nishikawa đã từng chơi cho FC Gifu, Kataller Toyama và Tochigi SC.